# 脊髄小脳変性症
脊髄小脳変性症（せきずいしょうのうへんせいしょう、英：Spinocerebellar Degeneration (SCD)）は、運動失調を主な症状とする神経疾患の総称である。小脳および脳幹から脊髄にかけての神経細胞が徐々に破壊、消失していく病気であり、1976年10月1日以降、特定疾患に18番目の疾患として認定されている。また、介護保険における特定疾病でもある。

## 概要
1863年フリードライヒにより梅毒感染による脊髄癆より分離されるかたちでフリードライヒ運動失調症が記載されることで確立した疾患概念である。1986年の調査では10万人に5～10人の割合で発症すると推定されている。2000年現在で日本では2万人弱の患者がいると考えられている。日本では遺伝性が30％であり、非遺伝性が70％である。欧米と異なり遺伝性のSCAは大部分が優性遺伝である。主に中年以降に発症するケースが多いが、若年期に発症することもある。非常にゆっくりと症状が進行していくのが特徴。10年、20年単位で徐々に進行することが多い。だが、進行の速度には個人差があり、進行の早い人もいる。遺伝性のものは孤発性よりも若年発症が多いが、DRPLAを除き孤発性よりも予後はよいとされている。

## SCAの分類と歴史的変遷
1863年にフリードライヒは脊髄癆や多発性硬化症と異なり同胞間にみられる遺伝性の脊髄性失調を呈する疾患の存在を初めて報告し「遺伝性運動失調症」の概念を提唱した。これは2014年現在では常染色体劣性遺伝のフリードライヒ運動失調症として知られる疾患であることが明らかになっている。フリードライヒ運動失調症は小児期発症で脊髄性失調、深部反射消失、構音障害、足変形、脊柱彎曲などの臨床的特徴をもち、脊髄後索、錐体路および脊髄小脳路の変性を病理所見の中核とする疾患であると理解されている。
フリードライヒの報告に対してMarieは先行論文の症例報告を総括して1983年にフリードライヒ運動失調症とは異なり発症年齢が遅く、深部反射が亢進し、眼球運動麻痺や視力障害を伴う新しい疾患として「遺伝性小脳失調症」という概念を提唱した。この論文は当時にあってフリードライヒ運動失調症のような脊髄性ではなく、小脳性のしかも常染色体優性遺伝性の運動失調症に注意を向けた点では評価されている。しかしMarieがまとめた症例が病理学的に極めて不均一な疾患の集合であることがDejerineとThomasやSwitalskiやHolmesらによって明らかにされ単一疾患としては確立しなかった。
1891年Menzel（メンツェル）による遺伝性小脳失調症の報告や1900年のDejerineとThomasによるオリーブ橋小脳萎縮症（OPCA）の報告、1907年のHolmes（ホームズ）による小脳限局型の報告、さらには1922年のMarie（マリー）らによる晩発性小脳皮質萎縮症（LCCA）の報告などを受けて、次第にSCAの典型像は明らかになってきた。しかし多彩な臨床像や病理学的所見に基づく幾多の分類は次第に複雑なものとなり相互関係やお互いの区別が困難となってきた。
1954年にGreenfieldは病理学的な観点からこのような従来の分類を大別整理し、小脳型、脊髄小脳型、脊髄型の3基本型に分類して臨床所見との整合性をはかり、今日にいたる分類上の基礎を築いた。1982年にはHardingにより成人発症型の常染色体優性遺伝性SCDが4型に分類されておりしばしば引用される。
日本では厚生省の運動失調調査研究班によって脊髄小脳変性症の診断基準が作られている。1996年の基準では病型はオリーブ橋小脳萎縮症（OPCA）、皮質小脳萎縮症、マチャド・ジョセフ病、遺伝性OPCA、遺伝性皮質小脳萎縮症、歯状核赤核淡蒼球ルイ体萎縮症、遺伝性痙性対麻痺、フリードライヒ運動失調症、シャイ・ドレーガー症候群、線条体黒質変性症に分類された。皮質小脳萎縮症は晩発性小脳皮質萎縮症（LCCA）に相当する病型であり、遺伝性OPCAはかつてのMenzel型遺伝性運動失調症を拡張した概念である。遺伝性皮質小脳萎縮症はかつてのHolmes型遺伝性運動失調症と同様の概念である。その後原因遺伝子が明らかになるにつれて原因遺伝子による分類がされるようになった。例えば遺伝性OPCAのMenzel型の中からSCA1、SCA2、SCA3、SCA4、SCA5と次々と疾患が命名された。特に遺伝性OPCAのほとんどはSCA1、SCA2、SCA3であると言われている。また分子病態からポリグルタミン病、非翻訳リピート伸長によるSCAといった分類もされることがある。

## 分類

### 孤発性
非遺伝性（孤発性）脊髄小脳変性症は大きく多系統萎縮症（MSA）と孤発型皮質小脳変性症（CCA）およびその他の症候性小脳変性症に分類される。多系統萎縮症はかつてはオリーブ橋小脳萎縮症（OPCA）、線条体黒質変性症（SND）、シャイ・ドレーガー症候群（SDS）と呼ばれていたものであるが、患者のグリア細胞内にGCIという嗜銀性封入体が共通して認められたため疾患概念が統一された。
孤発性皮質性小脳変性症（皮質性小脳萎縮症　CCA）
皮質性小脳萎縮症（cortical cerebellar atrophy、CCA）は成人発症、孤発性脊髄小脳変性症の一病型であり純粋小脳失調症をしめす。単一疾患としては未確立であり病因的にはheterogeneousな症候群である。1922年にMarrieらの報告がCCAのはじまりである。病理像はほぼ小脳皮質に限局する萎縮、全般性のプルキンエ細胞変性脱落、グリオーシスを主徴とする。これに下オリーブ核の変性や分子層、顆粒層の変性が加わることもある。当初は病理学的確立し、対極に位置したのがオリーブ橋小脳変性症であり多系統萎縮症であった。特にMSA-Cは初期はCCAと鑑別が困難な場合もある。CCAは孤発性であるが非遺伝性とは限らず、CCA症例にSCA6やSCA31といった遺伝性脊髄小脳変性症の遺伝子変異が見出されることがある。今後もCCAから新たな遺伝子変異が見出される可能性がある。CCAは除外診断で行うのが原則である。まずは詳細な病歴、生活歴、家族歴の聴取を行う。画像診断では腫瘍性疾患に加え先天性奇形などの構造的疾患を除外する。中毒性、代謝性疾患、傍腫瘍性神経症候群や抗GAD抗体による免疫介在性小脳症候群を除外する、そしてMSAを除外するとい流れになる。発症から4年以内に小脳外症状を示さない場合はMSAの可能性は低いと考えられる。
症候性皮質小脳変性症
症候性の小脳変性症の原因としては、アルコール性、薬剤性（フェニトインなど抗てんかん薬、リチウム、抗うつ薬、5-FUなど）、中毒性（有機水銀、鉛、農薬、溶剤など）、内分泌性（甲状腺機能低下症）、傍腫瘍性小脳変性症、感染症後遺症（急性小脳炎）、ビタミン欠乏症（ビタミンE、B12）、免疫介在性（抗GAD抗体、セリアック病）などが知られている。
多系統萎縮症（MSA）

多系統萎縮症はオリーブ橋小脳萎縮症、線条体黒質変性症、シャイ・ドレーガー症候群を包括する概念として1969年にGrahamやOppenheimerらによって提唱された。1989年に米国のPappらがMSAでは臨床病型に関係なく100％の例でオリゴデンドログリアに嗜銀性封入体が出現することを報告し疾患概念として確立した。この封入体がグリア細胞質内封入体（GCI）と呼ばれMSAに特異的な封入体である。1998年にはGCIがα-シヌクレイン陽性となることが報告され、MSAはパーキンソン病やレビー小体病とともにαシヌクレノパチーという新たな疾患概念を形成することになった。
2008年に第二回コンセンサス会議が行われ診断基準が改定された。Gilmanらによって提唱された診断基準では臨床病型は小脳失調の強いMSA-Cとパーキンソン症候群が強いMSA-Pに分かれるが、これは患者の評価時点での主症状を示すだけである。また発症はパーキンソン症状または小脳運動障害、あるいは疑い例の基準で定義された自律神経症状を自覚した時とされている。MSA-CとMSA-Pの相対的頻度は地域や人種の違いによって異なる可能性がある。ヨーロッパではMSA-Pが多いが日本ではMSA-Cが多い。
神経病理学ではMSA-Cでは下オリーブ核、橋核、小脳皮質（プルキンエ細胞）にMSA-Pでは被殻の背外側部と黒質に高度の神経細胞脱落とグリオーシスが認められる。さらに自律神経系（視床下部、迷走神経背側核、脊髄中間質外側核、脊髄オヌフ核）にも神経脱落が認められる。突然死の責任病巣としては延髄のセロトニンニューロンの脱落が指摘されている。しかし、これらの系統が単独で障害される例が存在せず、実際にはオリーブ橋小脳系、線条体黒質系、自律神経系の3系統が様々な程度と組み合わせで障害される。どの系統が最も早期から障害されるかによって臨床的病型が決定される。運動ニューロン系（大脳運動野、錐体路、脊髄前角）もMSAの病変部位となる。また前頭葉、側頭葉の萎縮、大脳白質広範変性などが認められる場合もある。グリア細胞内封入体（GCI）はオリゴデンドログリアに認められMSAの病理診断では必須である。GCIはHE染色では淡いピンク色であり見落としやすいがガリアス染色またはαシヌクレイン免疫染色を用いると明瞭に検出できる。GCIは異常フィラメントが集簇した構造物である。GCIは中枢神経系に広範に分布し、特に神経細胞脱落を呈する神経核ならびにその投射線維に多い。GCIが多く認められる部位としては線条体とその周囲の白質、橋底部とそれに連続する白質、大脳運動野とその皮質下白質などである。MSAではオリーブ橋小脳系でも線条体黒質でも線条体黒質系でもGCIの出現数と神経脱落の程度は相関している。MSAにおけるもっとも早期の変化はオリゴデンドログリアにおけるαシヌクレインの蓄積、凝集でありその後、ミエリン、軸索の変性を経て神経細胞死と向かうと考えられている。GCIは脳広範に出現し、広範にオリゴデンドログリアが障害されることでMSAの多系統の障害は説明される。
GCIを含むオリゴデンドログリアでは核内にも点状ないし線状の封入体、GNIが認められることもある、また神経細胞質内封入体であるNCI、神経細胞核内封入体NNIや神経突起内にneuropil threadsなど知られている。GCI、GNI、NCI、NNI、neuropil threadsという5種類の構造物が知られている。GCIの増加と広がりに伴いNCIも増加しやがて神経細胞脱落が認められる。
パーキンソン病とMSAでは蓄積するαシヌクレインの化学的構造は同一と考えられている。パーキンソン病ではレビー小体の形成過程が観察されるがMSAのGCIは形成過程が観察されない。パーキンソン病ではグリア内蓄積はあるが核内蓄積は認められないがMSAではGNIなど核内蓄積がある。αシヌクレイン遺伝子の異常はパーキンソン病は起こすがMSAは起こさないといった違いが認められる。
日本から家族性の発症の報告もある。

### 遺伝性
遺伝性脊髄小脳変性症は優性遺伝のものと劣性遺伝のものがあり、原因遺伝子によって分類される。欧米では劣性遺伝のものが多いが、日本では圧倒的に優性遺伝が多い。2009年現在脊髄小脳変性症は31型まで報告されている。従来、遺伝性OPCAまたはMenzel型遺伝性脊髄小脳変性症と呼ばれていたものの多くはSCA1、SCA2、SCA3のいずれかであり、遺伝性皮質性小脳萎縮症またはHolmes型遺伝性脊髄小脳変性症と呼ばれていたものの半数はSCA6であり、残りの多くはSCA31であったと考えられている。Hardingの分類では常染色体優性遺伝性小脳失調（ADCA）を3群に分けている。ADCA I群は錐体路障害や錐体外路障害、末梢神経障害や認知症を伴い、ADCA II群は網膜黄斑変性症を伴う、ADCA III群は純小脳失調である。日本ではSCA3が最も多く、次いでSCA6、SCA31が多い。欧米に比べてSCA1、SCA2は少ない。劣性遺伝のものは全体に1.8％程度である。EAOHが半数をしめる。
1. 常染色体優性遺伝
  - 脊髄小脳失調症1型（SCA1）
  - 脊髄小脳失調症2型（SCA2）
  - 脊髄小脳失調症3型（SCA3、通称：マチャド・ジョセフ病）
  - 脊髄小脳失調症6型（SCA6）
  - 脊髄小脳失調症7型（SCA7）
  - 脊髄小脳失調症10型（SCA10）
  - 脊髄小脳失調症12型（SCA12）
    - 脊髄小脳失調症は2012年現在で36型まで発見されている。

  - 歯状核赤核淡蒼球ルイ体萎縮症（DRPLA）
2. 常染色体劣性遺伝
  - フリードライヒ運動失調症（FRDA）
  - ビタミンＥ単独欠乏性失調症（AVED）
  - 眼球運動失行と低アルブミン血症を伴う早発性小脳失調症（EOAH）

※日本ではマチャド・ジョセフ病の患者が最も多い。

## 各病型の特徴

### 常染色体優性脊髄小脳変性症
臨床診断における大まかなポイントを以下に纏める。
| 症候               | 第一選択         | 第二選択                     |
| ------------------ | ---------------- | ---------------------------- |
| 純粋小脳失調       | SCA6,SCA31       | SCA5,SCA11,SCA14,SCA15,SCA22 |
| 認知症             | SCA17,DRPLA      | SCA2,SCA13,SCA19,SCA21       |
| 精神症状           | DRPLA,SCA17      | SCA3,SCA27                   |
| てんかん           | DRPLA,SCA10      | SCA17                        |
| 舞踏アテトーシス   | DRPLA,SCA17      | SCA1                         |
| ミオクローヌス     | DRPLA            | SCA2,SCA19                   |
| 振戦               | SCA2,SCA8,SCA12  | SCA16,SCA21,SCA27            |
| パーキンソン症候群 | SCA3,SCA12       | SCA2,SCA21                   |
| 痙性               | SCA3,SCA18,SCA25 | SCA1,SCA4                    |
| 末梢神経障害       | SCA3,SCA18,SCA25 | SCA1,SCA4                    |
| 外眼筋麻痺         | SCA3,SCA1        |                              |
| 緩徐眼球運動       | SCA2             | SCA7,SCA1,SCA3               |
| 網膜色素変性       | SCA7             |                              |

#### SCA1
第6染色体にあるataxin-1遺伝子内のCAGリピート配列の異常伸展が原因である。1974年に日本の矢倉らによりSCA1の遺伝子座第6染色体のHLA上に連鎖することが発見された。異常リピート数は39以上である。日本では東北、北海道に多く、東北と北海道の例には創始者効果も認められる。発症年齢は若年～中年期と比較的幅が広いが30～40歳代の発症が多い。歩行障害などの小脳性運動失調で発症し、構音障害、嚥下障害などに加え、眼球運動障害、腱反射亢進などの錐体路徴候、錐体外路徴候、認知機能低下などが出現する。従来Menzel型遺伝性脊髄小脳変性症と言われていたものの大半はSCA1、SCA2、SCA3のいずれかに含まれると考えられている。SCA1の臨床的な鑑別には錐体路、錐体外路徴候およびの眼の徴候が重要となる。SCA1はSCA3程眼振が目立たず、ジストニアや痙性も目立たないのが特徴である。
|              | SCA1 | SCA2 | SCA3 |
| ------------ | ---- | ---- | ---- |
| 眼振         | +    | -    | ++   |
| 緩徐眼球運動 | +    | ++   | -    |
| 外眼筋麻痺   | +    | ±    | ++   |
| 腱反射       | 亢進 | 減弱 | 亢進 |
| 痙性         | ±    | -    | ++   |

病理学的には小脳皮質、歯状核、脳幹などに変性が認められる、異常伸長ポリグルタミン病を認識する抗体（IC2）を用いた免疫染色では神経細胞核内に変異ataxin-1蛋白質の封入体が認められる。頭部MRIでは小脳萎縮や脳幹萎縮が認められる。

#### SCA2
SCA2は第12染色体にあるataxin-2遺伝子内のCAGリピート配列の異常が原因と考えられている。異常リピート数は32以上である。発症は30～40代が多い。小脳性失調で発症し早期から緩徐眼球運動、末梢神経障害を含む腱反射の低下が認められるのが特徴である。錐体外路症状としてパーキンソン症候群、ミオクローヌス、ジストニア、ミオキミアといった不随意運動なども認められることがある。緩徐眼球運動と腱反射の低下がその他のMenzel型遺伝性脊髄小脳変性症のとの鑑別で重要視される。緩徐眼球運動では比較的なめらかな緩徐な追従運動は保たれているが随意性、反射性ともに速い眼球運動は障害される。主に水平性眼球運動が障害される。頭、眼の共同運動は保たれる。輻湊運動は障害されない。固視反射の増強がみられるという特徴がある。病理学的には小脳皮質、大脳基底核、脳幹、脊髄の変性を認める。抗ポリグルタミン抗体のIC2陽性の核内封入体を認める。頭部MRIでは小脳萎縮、脳幹萎縮が認められる。

#### SCA3
かつてはMarie病(spinopontine atrophy)として分類されていた疾患である。SCA3とMJD（Machado-Joseph病、マチャド・ジョセフ病）は当初は別の疾患として報告されていたが両者の原因遺伝子が同一であったという経緯からMJD/SCA3と記載されることがある。MJDはポルトガル領アゾレス諸島出身者に伝わる稀な遺伝性運動失調症とされていた。1970年代に最初に報告さえた3家系Machado家、Thomas家、Joseph家がいずれもポルトガル領アゾレス諸島から米国への移民であったためそのように考えられた。SCA3はフランスのグループにより報告されていた。原因遺伝子は第14番染色体長腕に存在するMJD1遺伝子である。MJD1遺伝子はataxin-3をコードしているが、このたんばく質の機能は不明である。CAGリピートの延長が発病に関与するトリプレットリピート病である。日本でも欧米でも優性遺伝性脊髄小脳変性症（ADSCD）で最も頻度が高い疾患である。異常リピートは53以上で病的となる。古典的には臨床症状から4病型に分類される。これは発症年齢によって臨床症状が異なり、若年発症では錐体外路症状が目立ち、高齢になるほど小脳失調と末梢神経障害が目立つという経験からの分類である。しかしSCA3のスペクトラムは広く、非典型例としては痙性対麻痺型や純小脳失調型なども報告されている。
|            | I型                            | II型                 | III型                          | IV型                             |
| ---------- | ------------------------------ | -------------------- | ------------------------------ | -------------------------------- |
| 発症年齢   | 20〜30歳                       | 20〜45歳             | 40〜65歳                       | まれ                             |
| 臨床症状   | 錐体路症状、錐体外路症状、痙性 | 小脳症状、錐体路症状 | 小脳症状、末梢神経障害、筋萎縮 | パーキンソン症候群、末梢神経障害 |
| リピート数 | 79.4±1.0                       | 74.6±0.5             | 72.6±1.1                       |                                  |

病理学的には小脳歯状核、大脳基底核、脳幹、脊髄特に胸髄の変性は認められるが、小脳皮質は比較的保たれる。歯状核神経細胞は萎縮し、プルキンエ細胞の神経終末の二次的変性であるグルモース変性が認められる。この変性は小脳皮質が比較的保たれ、かつ歯状核神経細胞の萎縮があるときに認められる所見である。抗ポリグルタミン抗体IC2陽性の核内封入体を認める。淡蒼球は内節優位に障害されるため淡蒼球外節優位に障害されるDRPLAとは異なるが両者の区別は遺伝子検査が有用である。頭部MRIでは小脳萎縮、脳幹萎縮（特に被蓋部）が認められる。

#### SCA6
第19番染色体短腕に位置する電位依存性Caチャネルα1Aサブユニット遺伝子（CACNA1A）のCAGリピート伸長により発症する常染色体優性遺伝性の脊髄小脳変性症である。ポリグルタミン病の一つである。CAGリピート数は20以上で異常伸長である。日本においては遺伝性脊髄小脳変性症の2～3割を占める。発症の平均年齢は45歳と比較的高齢であり、ほぼ純粋な小脳失調を呈する。画像上は小脳虫部に上面に強い小脳萎縮が認められる。脳幹や大脳は保たれる。小脳のプルキンエ細胞、顆粒細胞、延髄下オリーブ核の神経細胞に強い変性が及ぶ。変性は小脳虫部上面のプルキンエ細胞に強い。神経細胞には変異Caチャネルα1Aサブユニット蛋白の凝集体を認める。これらの封入体はプルキンエ細胞のみに存在し、主に細胞質内に存在し、抗ユビキチン抗体陰性である。他のポリグルタミン病では核内に封入体形成するため特徴的な所見である。なおCACNA1Aは反復発作性失調症2型（EA2）と家族性片麻痺性片頭痛の原因遺伝子でもある。

#### SCA31
第16番染色体長腕連鎖型常染色体優性遺伝脊髄小脳失調症（16q-ADCA）とも言われている。感覚障害を合併するSCA4と同じ第16番染色体長腕に責任遺伝子座が同定されている。世代間で4.9年の軽度の表現促進現象が示唆される、純小脳失調症を示すSCAである。日本の常染色体優性遺伝脊髄小脳失調症の中ではSCA6、SCA3、DRPLAと並んで多い疾患である。日本に固有のSCAであり、家族性脊髄小脳変性症の27.4％におよぶ。同じ純小脳失調症を示すSCA6と同様に高齢発症であり、臨床症状から両者の鑑別は困難である。高齢発症で極めて緩徐に進行するため、家族歴に患者自身が気がつかないこともある。2009年に原因遺伝子の同定がされ、BEAN(brain expressed assosiated with NEDD4)とTK(thymidine kinase 2)がイントロンとして共有する位置に挿入された5塩基の繰り返し配列が原因と判明した。これは非翻訳領域のおけるリピートであり、伸長RNAリピートが、その結合蛋白と核内RNA凝集体（RNA foci）を形成し核内蛋白制御異常をもたらすことが主な病態と考えられている。同様のRNAリピート病の病態を示すものとしては筋強直性ジストロフィーなどがあげられる。病理学的には肉眼所見では小脳虫部上面に萎縮が認められる他は著変はない。ミクロ所見では小脳虫部の前方部分を中心にプルキンエ細胞の脱落などの変化が著明であった。下オリーブ核を含めて脳幹や大脳には異常所見はなく、HE染色では残存したプルキンエ細胞のまわりを厚い好酸性の物質が囲んでいるのがみえる。calbindin-D28kとsynaptophysinに対する免疫染色で陽性を示す。プルキンエ細胞の成分と他の神経細胞からの神経前終末が存在すると考えられている。他の疾患ではみられないSCA31に特異的に認められる病理所見である。またプルキンエ細胞核内にリピートRNA凝集体を認める。これは同じRNAリピート病であるSCA8やSCA10と同様の所見である。

#### SCA36
50歳移行に小脳失調で発症し後年になって舌や四肢の筋萎縮や脱力、繊維束性収縮など運動ニューロン障害を呈する疾患である。罹患期間が長くなるとMRIで脳幹萎縮も認められる。舌萎縮はSCA1、SCA3でも認められることがあるがSCA36では圧倒的に多い。岡山県と広島県の県境にある芦田川流域で多い。

#### DRPLA
歯状核赤核淡蒼球ルイ体萎縮症（DRPLA）は小脳歯状核赤核路と淡蒼球ルイ体路の系統変性を主病変とする遺伝性疾患である。有病率は10万人対0.6人と推定される。平均罹患年数はおよそ11年とされている。DRPLAは日本では常染色体優性遺伝性SCAの1割を占め、SCA3、SCA6、SCA31についで多い。原因遺伝子は12番染色体にあるatrophin-1遺伝子内のCAGリピート配列の異常伸長である。48以上で病的である。CAGリピート数でにより発症年齢が小児から中年期まで幅広く分布する。発症年齢により臨床症状が異なる。20歳未満で発症する場合は進行性ミオクローヌスてんかん型（PME）である。自発性ミオクローヌスやてんかん発作、知能低下が主症状となる。小脳失調も認められるがミオクローヌスや舞踏運動などで目立たないことがある。40歳以降に発症する場合は小脳失調と舞踏アテトーゼが主症状となる。顕著な表現促進現象により同一家系内でも多様な臨床像と呈することが特徴である。
| 臨床病型   | 年齢         | 症状                                                                         |
| ---------- | ------------ | ---------------------------------------------------------------------------- |
| 若年型     | 20歳未満発症 | ミオクローヌス、てんかん、精神発達遅延、認知機能障害、小脳性運動失調が主症状 |
| 遅発成人型 | 40歳以上発症 | 小脳性運動失調、舞踏様アテトーゼ、認知機能障害、性格変化などが主症状         |
| 早発成人型 | 20～40歳発症 | 遅発成人型の主症状に加えてミオクローヌスやてんかんも出現する移行型           |

病理学的には小脳歯状核の萎縮と淡蒼球ルイ体系の萎縮が認められる。加えて脳幹、大脳皮質の萎縮が認められる。歯状核ではグルモース変性が認められる。これは小脳皮質がほぼ保たれている状態で歯状核の神経細胞が変性した際に認められる所見である。抗ポリグルタミン抗体IC2を用いた免疫染色では変異atrophin-1蛋白質の神経細胞核内封入体や核内のびまん性蓄積を認める。頭部MRIでは小脳萎縮や脳幹（特に被蓋部）萎縮、大脳萎縮を認める。また遅発成人型では大脳白質にびまん性のT2延長病変が認められる。ハンチントン病で特徴的な尾状核頭部の萎縮は認められない。

### 常染色体劣性脊髄小脳変性症
常染色体劣性遺伝性脊髄小脳変性症（ARCA）は常染色体劣性の遺伝形式をとり、進行性の運動失調を中核とする神経変性疾患を包括する概念である。日本における脊髄小脳変性症の1.8％を占める。欧米ではフリードライヒ運動失調症が大多数を占めるが、日本では眼球運動と低アルブミン血症を伴う早発型失調症（EAOH/AOA1）が最多である。常染色体劣性遺伝」を疑う時は以下の時である。両親がいとこ婚または同胞に同症の発症がある、かつ累代発症（別の世代の発症）がないときに劣性遺伝を疑う。また30歳未満の発症も劣性遺伝を疑う。
症候学的には、後根神経節、脊髄後索の変性を伴う脊髄型、小脳失調以外に多彩な神経症候（多くは軸索型感覚運動ニューロパチー）をともなう小脳型、小脳失調以外の神経症候を伴わない純粋小脳型に大別される。脊髄型にはフリードライヒ運動失調症、ビタミンE単独欠乏を伴う失調症に代表され下肢に限局しない感覚性運動失調を呈する。小脳型は毛細血管拡張運動失調症や眼球運動と低アルブミン血症を伴う早発型失調症が含まれる。純粋小脳型は極めて稀である。DNA修復の破綻が複数の常染色体劣性脊髄小脳変性症の病態に関与していると考えられている。またいくつかの疾患では早期治療が可能である。代表例がビタミンE単独欠乏を伴う失調症（AVED）でありα-トコフェロールの内服で治療可能である。
フリードライヒ運動失調症（FRDA）
1863年にフリードライヒが脊髄癆や多発性硬化症とは異なる同胞間にみられる遺伝性の脊髄性失調を呈する疾患を報告した。日本での報告例は2009年現在ない。欧米白色人種に強い創始者効果があり、5万人に1人と高頻度に認められる。10歳前後が発症のピークであり罹患期間5～50年と幅があるが30～40歳で死亡することが多い。
眼球運動と低アルブミン血症を伴う早発型失調症（EAOH/AOA1）
日本においてFRDA亜型と考えられていたもののほとんどはEAOH/AOA1である。
ビタミンE単独欠乏を伴う失調症（AVED）
ビタミンE欠乏症は原因に関わらず臨床症状は比較的一定である。神経症状ではフリードライヒ運動失調症とほとんど区別がつかないが一部の例で網膜色素変性症を伴う点が異なっている。基本的な神経症状は下肢に高度で顕著な深部感覚障害、後索性運動失調、構音障害と四肢腱反射消失である。深部感覚障害は重度で、振動覚は消失し、四肢関節位置覚障害も高度である。一部の患者では網膜色素変性症や側彎症、凹足、バビンスキー徴候、振戦を認める。知能障害、眼振、線維束性攣縮、自律神経症状は認めない。頭部MRIでは小脳や脳幹の萎縮や異常信号域は認められない。脊髄MRIでは脊髄に異常が認められることがある。電気生理学的所見では正中神経のSEPではN13と皮質電位の消失を認めるが末梢神経の電位は認められる。治療法は吸収不良を伴う場合はビタミンEの筋肉注射であり、吸収不良でない場合は経口大量投与で神経症状の軽度の改善や進行の停止が期待できる。
1980年代から脂肪吸収不全を伴わず、一部は家族性の特発性ビタミンE欠乏による脊髄小脳変性症例が、familial isolated vitamin E deficiencyまたはataxia with isolated vitamin E deficiency（AVED）の疾患名で報告されていた。1995年にその原因がα-TTP遺伝子（αトコフェノール転移蛋白遺伝子）の変異によるα-TPPの機能異常であることが明らかになった。α-TTPは肝細胞の細胞質蛋白である。食事から吸収されたビタミンEはカイロミクロンに取り込まれて肝臓に運ばれる。肝細胞でα-TTPによりα-Tocが選択的に肝臓で合成されるVLDLに取り込まれて再び血中に出る。血中でVLDLはLDLに変化し、LDL受容体を介して各組織の細胞内に取り込まれる。したがってα-TPPの機能異常が生じるとα-Tocの吸収は正常だが、これを血中で保持できなくなる。

### 遺伝性痙性対麻痺
遺伝性痙性対麻痺（HSP）は緩徐進行性の下肢痙縮と筋力低下を主徴とする神経変性疾患群である。痙性対麻痺のみをしめす純粋型と痙性対麻痺に加えて、小脳失調、ニューロパチー、脳梁の菲薄化、精神発達遅延、痙攣、難聴、網膜色素変性、魚鱗癬などの随伴症状を認める複合型に分かれる。常染色体優性遺伝の場合は純粋型が多く、常染色体劣性遺伝や伴性劣性遺伝では複合型が多い。分子遺伝学的にはSPG1～56およびシャルルヴォア・サクネ型痙性失調症（ARSACA）などに分類される。
シャルルヴォア・サクネ型痙性失調症（ARSACA）
伴性劣性遺伝の遺伝形式をとる小脳失調を伴う遺伝性痙性対麻痺である。血族婚のある幼小児期発症の痙性失調であり頭部MRIで橋の線状のT2短縮病変や両側中小脳脚のT2短縮病変が認められた場合に疑われる。原因遺伝子としてSACS遺伝子が知られている。

## 症状
- 運動失調の症状（＝小脳失調障害）
  - 歩行障害：歩行時にふらつき、転倒することが多くなる。症状が重くなると歩行困難になる。
  - 四肢失調：手足を思い通りに動かせない。箸をうまく使えない。書いた字が乱れる。症状が重くなると物を掴むことが困難になる。
  - 構音障害：呂律が廻らなくなる。一言一言が不明瞭になり、声のリズムや大きさも整わなくなる。症状が重くなると発声が困難になる。
  - 眼球振盪：姿勢を変えたり身体を動かしたりした時、ある方向を見た時、何もしていないのに眼球が細かく揺れる。
  - 姿勢反射失調：姿勢がうまく保てなくなり、倒れたり傾いたりする。

上記は小脳の神経細胞の破壊が原因で起こる症状である。
- 運動失調の症状（＝延髄機能障害）
  - 振戦：運動時、または姿勢保持時に自分の意思とは関係なく、勝手に手が震える。（＝錐体外路障害）
  - 筋固縮：他人が関節を動かすと固く感じられる。（＝錐体外路障害）
  - バビンスキー反射：足の裏をなぞると指が反り返る。（＝錐体路障害）

上記は延髄の神経細胞の破壊が原因で起こる症状である。
- 自律神経の症状（＝自律神経障害）
  - 起立性低血圧：急に起きるとめまいがする。
  - 睡眠時無呼吸：眠っているときに呼吸が停止する。
  - 発汗障害
  - 尿失禁

上記は自律神経の神経細胞の破壊が原因で起こる症状である。
- 不随意運動の障害
  - ミオクローヌス：非常にすばやい動きをする。
  - 舞踏運動：踊っているような動きに見える。
  - ジストニア：身体の筋肉が不随意に収縮し続ける結果、筋肉にねじれやゆがみが生じ、思い通りに動かなくなる。

## 分子病態

### ポリグルタミン病
SCA1、SCA2、SCA3、SCA6、SCA7、SCA17、DRPLAの7疾患がポリグルタミン病の属する。これは日本の優性遺伝型脊髄小脳変性症のおよそ2/3を占める。SCA以外のポリグルタミン病としてはハンチントン病や球脊髄性筋萎縮症が知られている。ポリグルタミン病では、様々な原因遺伝子内のグルタミンをコードするCAGリピート配列の異常伸長という共通の遺伝子変異により発症する。ポリグルタミン病の臨床遺伝学的な特徴としては疾患が発症する域値はおよそ35～40以上であることが多く（SCA6は短い）、CAGリピート数と疾患の発症年齢、重症度が相関し、CAGリピート数が多いほど発症年齢が早く重症である。表現促進現象があり、親から子へ伝播する過程でCAGリピートの伸長が認められる。この点からポリグルタミン病は異常伸長ポリグルタミン鎖自信が原因蛋白質の機能とは無関係に神経毒性を発揮するgain of function仮説が支持されている。ポリグルタミン病では異常伸長ポリグルタミン鎖をもつ変異蛋白質がミスフォールディング・凝集を生じ、神経細胞内に封入体として蓄積し、蛋白分解の破綻、転写調節障害、軸索輸送障害、ミトコンドリア機能障害など様々な神経機能障害を引き起こし最終的には神経変性に至ると考えられている。現在RNAiによる変異遺伝子の発現抑制、分子シャペロンによるミスフォールディング抑制、ペプチドや低分子化合物による変異蛋白質の凝集阻害、ユビキチン・プロテアソーム系やオートファジー・リソソーム系の分解の活性化による変異蛋白質の分解促進、その他様々な分子標的治療法の開発が進んでいる。これらの治療は進行抑制治療法(disease-modifying therapy)である。このような薬物治療とは別に運動や細胞移植などについても開発がすすんでいる。

### 非翻訳領域リピート病（RNAリピート病）
非翻訳領域リピート病（RNAリピート病）となるSCAとしてはSCA8、SCA10、SCA12、SCA31、SCA36が知られている。日本においてはSCA31は極めて頻度の高いSCAであるが、SCA8とSCA36は稀であり、SCA10、SCA12は2012年現在日本での報告例はない。SCA8とSCA31は臨床的に純小脳失調型であり、SCA10、SCA12、SCA36は特有の付随症状を伴うことが多い。
非翻訳領域リピート病（RNAリピート病）は筋強直性ジストロフィー1型の原因遺伝子発見以降に次々と報告された。家族性FTD/ALSも非翻訳領域のリピートとされている。SCA12を除き共通のメカニズムとしては伸長RNAがリピートが、その結合蛋白と核内RNA凝集体(RNA foci)を形成し核内蛋白制御異常をもたらすことが主な病態であると考えられている。一般的に翻訳領域のポリグルタミン病と比べて、不安定性が強いこと、リピート数と表現形の相関が弱いことが特徴である。SCA8は伸長しても未発症のことがあり、このリピート伸長を認めても他の原因疾患を検索する必要がある。

### 点変異、欠失変異
古典的な塩基対の置換、挿入、欠失によるSCAとしてはSCA5、SCA11、SCA13、SCA14、SCA15、SCA27、SCA28、SCA35があげられる。

### DNA修復機構の破綻
ハンチントン病と常染色体劣性遺伝性遺伝性小脳失調症（ARCA）の一部でDNAの修復の破綻が病態に関与していることが明らかになっている。DNA二本鎖切断修復の破綻や癌や免疫不全など神経系以外の臨床症状を伴うのに対して、DNA短鎖切断修復の破綻は神経系にほぼ限局した障害を及ぼす傾向がある。

## 治療法
分子病態の解明にもかかわらず脊髄小脳変性症のほとんどの疾患は根治的な治療法が確立されていない。症状の緩和としていくつかの治療が知られている。

### 薬物療法

#### 運動失調に対する治療
TRH製剤である酒石酸プロチレリン（ヒルトニン）やTRH誘導体（アナログ）であるタルチレリン水和物（セレジスト）が脊髄小脳変性症の運動失調に認可されている。両者の作用機序は必ずしも明確ではないが共通していると考えられている。タルチレリンの方が作用活性は約100倍強力で、作用時間が約8倍長い。またホルモン作用はタルチレリンが10 - 20%と弱い。両者の作用機序は下記の4つの仮説が推定されている。
小脳失調モデルであるRolling mouse Nagoya（α1Aカルシウムチャネル遺伝子異常によって生じた小脳失調マウス）において失調歩行を改善させる。そのモデルにおいてタルチレリンは腹側被害において低下しているグルコース利用率を改善させることが知られている。この機序によって、本剤は同部の神経活動を賦活することにより運動失調を改善させる可能性が示唆される。
SCA患者では、小脳虫部後葉の酸および小脳皮質のアスパラギン酸濃度が低下し、それらは下オリーブ核の病変と相関することが知られている。プロチレリンは一部興奮性アミノ酸代謝に関与することが知られておりその機序を介し運動失調を改善させる可能性が示唆されている。
SCA患者では多くの部位でアセチルコリン、モノアミン含量の低下が観察されている。これらの脳内での代謝回転を促進させることにより運動失調を改善させる可能性が示唆される。実際にタルチレリンは用量依存的かつ持続的にアセチルコリン、ドパミンを促進させることが示されている。
薬剤自身がもつ神経栄養因子様作用により運動失調を改善させる可能性が示唆されている。
臨床試験ではプロチレリンもタルチレリンも二重盲検比較試験で運動失調に対する有用性が確認されている。酒石酸プロチレリンは0.5 - 2.0mgを筋肉内注射か生理食塩水で5 - 10mlに希釈して静脈内注射する。これを1日1回14日間施行し、14日間の休薬が1クールとなる。10日間以上投与すると効果がでるとされている。また3日投与、3日休薬で1クールとする方法も6か月以上継続すると有効とされている。タルチレリンは1日10mgの投与を行う。タルチレリンは10.8％で症状悪化が認められる。TSH分泌反応が低下する恐れがあるため甲状腺ホルモン値の確認が必要である。その他の副作用で悪心、嘔気、熱感、頭痛、プロラクチン上昇などが知られている。その他の効果が期待される薬物としてはプレガバリン、ガバペンチン、リルゾールなど多数が知られている。磁気刺激療法がSCA6など小脳失調型脊髄小脳変性症の改善に有効という報告もある。

#### パーキンソン症候群に対する治療
振戦や筋固縮の対症療法に使われる。また脳内に電極を埋め込み、電気刺激を与えるパーキンソン病への治療法が、SCD患者の振戦にも同じ効果があるとして振戦のひどい患者に対して手術が行われる場合もある。

#### 自律神経超節薬
代表的なものとして、起立性低血圧の対症療法にジヒドロエルゴタミンやドプスなどが使われる。

#### 鎮痙薬
筋弛緩薬などが用いられることもある。

### リハビリ
重量負荷
重りの入った靴を履いたり、ふくらはぎに重りをつけて歩くことで運動失調の進行を遅らせる目的がある。
弾性包帯
足を弾性包帯で巻くことにより、歩行障害や起立性低血圧を防ぐ目的がある。

### ロボット工学
HAL (パワードスーツ)などロボットスーツの使用なども検討される。

## 原因と予後
遺伝性のものは、近年、原因となる遺伝子が次々と発見されており、それぞれの疾患とその特徴もわかりつつある。
常染色体優性遺伝のもので最も多く見られるのは、シトシン・アデニン・グアニンの3つの塩基が繰り返されるCAGリピートの異常伸長であることが判明した。CAGはグルタミンを翻訳・発現させるRNAコードだが、正常な人はこのCAGリピートが30以下なのに対し、この病気の患者は50〜100に増加している。CAGリピートの数が多ければ多いほど、若いうちに発症し、症状も重くなることが分かりつつある。この異常伸長により、脳神経細胞がアポトーシスに陥ることが近年の研究で分かりつつある。
孤発性の多系統萎縮症に関しても、オリゴデンドログリアや神経細胞内に異常な封入体が存在することが分かっていたが、その主成分が、パーキンソン病患者の脳細胞に見られるレビー小体の構成成分でもあるα -シヌクレインというたんぱく質の一種であることが判明した。現在はその蓄積システムの研究が両疾患の研究スタッフの間で進められている。
だが、具体的な原因が完全にわかるまでには相当な時間がかかることが予想される。また、現段階で根本的な治療法が確立されているのはビタミンE単独欠乏失調症のみであり、他の疾患に関しては薬物療法やリハビリテーションといった対症療法で進行を抑えるしかないのが現状である。
運動神経の変性によって転倒の危険が増すため、リハビリ、特に手足腰の筋肉を鍛えることで大きなけがを防ぐことに繋がるので、ウォーキングや筋力トレーニングは毎日かかさない方が体がスムーズに動かせる。
病気の進行は緩慢であるため、10年、20年と長いスパンで予後を見ていく必要があり、障害が進行するにしたがって介護が必要になるケースも出てくる。
遺伝子検査を行って、遺伝性か否かを判定するには、採血による遺伝子検査方法によって2週間ほどで判定できる。しかし、発病前の遺伝子検査、また親が検査を受けることによって遺伝性が判明した場合、子供達に遺伝病のキャリアであることを宣告することになるので慎重な対応が求められる。

## 社会的影響
この病気を患った木藤亜也の日記を本にした『1リットルの涙』が2006年に210万部の売り上げを誇るヒットとなった。また、同作品は映画化（大西麻恵主演）、テレビドラマ化（沢尻エリカ主演）されている。